# Mashkan-shapir

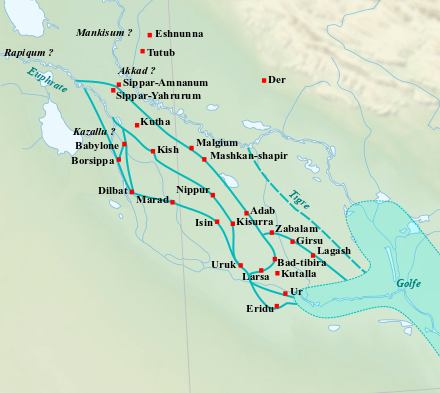
Mashkan-shapir et les principales villes de la Basse Mésopotamie à la période paléo-babylonienne

Mashkan-shapir est une ville antique de Basse-Mésopotamie, correspondant au site de Tell Abu Dhuwari, situé à 40 km au sud-ouest de la ville actuelle de Kut el-Imara, et qui a été fouillé dans les années 1980 par une équipe américaine.

## Historique
Mashkan-shapir était aux XIXe et XVIIIe siècles av. J.-C. la seconde capitale du royaume de Larsa, destinée à faciliter le contrôle de la région septentrionale de celui-ci. Auparavant, elle était le siège d’une dynastie amorrite, vaincue par Nur-Adad au milieu du XIXe siècle, avant que son successeur Sîn-iddinam ne l’élève au rang de capitale secondaire. C’est à partir de là que plus tard Kudur-Mabuk s’assure vers 1835 av. J.-C. le contrôle du royaume larséen.
Mashkan-shapir demeure une ville importante du royaume de Larsa jusqu’à la prise de celui-ci par Hammurabi de Babylone vers 1764 av. J.-C. Elle reste peuplée quelque temps sous domination babylonienne, avant son abandon définitif une quarantaine d’années plus tard.

## Le site archéologique
La taille moyenne de Mashkan-shapir a permis une fouille efficace permettant de fournir des données importantes sur l’urbanisme de la Basse-Mésopotamie à l’époque du Bronze Moyen.
La ville était enceinte par une muraille, percée de plusieurs portes. Elle était traversée par deux canaux principaux la reliant au cours du Tigre, parallèles l’un à l’autre, reliés entre eux par deux autres petits canaux, dont les intersection avec le canal nord formaient deux ports intérieurs à la cité. Mashkan-shapir était sans doute un port fluvial d’une importance notable, aspect important tant du point de vue commercial que militaire.
Les canaux principaux divisaient la ville en plusieurs quartiers. Au sud-ouest se trouvait le quartier religieux, dont le monument principal était le temple de Nergal. Au nord de ce quartier, de l’autre côté du canal occidental, une zone servant de cimetière a été identifiée, sans doute séparée du reste de la cité par un mur intérieur. En dehors d’habitations, on a également identifié plusieurs zones artisanales, un quartier de potiers au nord ainsi qu’au sud-est, de métallurgistes au centre, et de travailleurs de pierres (sculpteurs, lapicides) au sud-est. La zone administrative, sans doue située à l’ouest du site, n’a pas été mise au jour.